# Vitreledonella
Vitreledonellinae
Sous-famille
Genre
Vitreledonella est un genre d'octopode incirrina de la sous-famille monotypique des Vitreledonellinae dans la famille des Amphitretidae.

## Description
Les espèces de Vitreledonella ont un corps gélatineux, transparent (d'où leur nom) et parfois colorés. De ce fait on peut voir ses organes en l'observant. Ils ont une seule série de ventouses. 
Pour les photos et plus d'informations voir sa page sur le site Tolweb

## Liste d'espèces
Selon ITIS :
- Vitreledonella alberti Joubin, 1924
- Vitreledonella richardi Joubin, 1918